# Nicolas Des Étangs
Nicolas Des Étangs ou selon son acte de naissance Nicolas Chaales Desetangts, connu également sous le nom de Nicolas Charles Des Étangs, né le 7 septembre 1766 à Allichamps et mort le 4 mai 1847 est un franc-maçon français, « héros de la Bastille ». Volontaire en 1792, puis commissaire en territoires occupés à Liège puis en Allemagne. Il entre en 1810 à la Direction générale de l'imprimerie et de la librairie où il reste jusqu'à sa retraite.

## Biographie
Selon le fichier Bossu et d'autres historiens, il porte le nom de Nicolas-Charles Des Étangs. Selon d'autres sources, il porte le prénom de Nicolas et le nom Chaales Des Étangs. Le registre paroissial de sa ville de naissance le nomme Nicolas Chaales Desetangts Les historiens contemporains de la franc-maçonnerie utilisent également et couramment le nom de Nicolas Des Étangs ou des Étangs.

## Personnage maçonnique
Des Étangs est initié à « l'Heureuse rencontre » à Brest, puis affilié à diverses loges parisiennes, dont les « Trinosophes » créée par Jean-Marie Ragon et dont il est dix-neuf fois vénérable ; il est officier du Grand Orient de France en 1826. Il est un écrivain maçonnique fécond. On cite de lui des rituels, Le véritable lien des peuples ou la vraie Maçonnerie rendues à ses vrais principes en 1825 ou encore, la Franc-maçonnerie justifiée en 1829 qui est une réponse à Barruel.